# CS Gloria Reșița
Gloria Reșița este un club de fotbal din Reșița, România. Echipa a participat 14 sezoane în liga-II-a (divizia B) și 14 sezoane în liga-III-a (divizia C). Sezonul 1974/75 , Gloria Reșița câștigă campionatul județului Caraș-Severin și promovează în divizia C , tot în acest sezon se califică până în 16-imile Cupei României fiind eliminată în această fază a competiției după ce pierde 0-3 meciul jucat împotriva echipei CFR Cluj Napoca. Urmează 7 sezoane consecutive în divizia C : 1975/76 - loc 4 ; 1976/77 - loc 11 ; 1977/78 - loc 8 și calificare până în 16-imile Cupei României , eliminare după ce pierde 0-1 cu Olimpia Satu Mare ; 1978/79 - loc 5 ; 1979/80 - loc 4 ; 1980/81 - loc 8 ; 1981/82 - loc 1 promovează în divizia B. Gloria Reșița rezistă trei sezoane în eșalonul secund al fotbalului românesc : 1982/83 - loc 10 ; 1983/84 - loc 13 ; 1984/85 - loc 17 retrogradare. Urmează două sezoane în divizia C : 1985/86 - loc 2 ; 1986/87 - loc 1 promovare . În divizia B  pentru Gloria Reșița urmează 11 sezoane consecutive : 1987/88 - loc 13 ; 1988/89 - loc 12 ; 1989/90 - 9 ; 1990/91 - loc 6 ; 1991/92 - loc 8 ; 1992/93 - loc 4 ; 1993/94 - loc 8 și calificare până în 16-imile Cupei României , eliminată după ce pierde 0-3 cu Gloria Bistrița ; 1994/95 - loc 10 ; 1995/96 - loc 16 ; 1996/97 - loc 10 ; 1997/98 - loc 18 retrogradare . Urmează trei sezoane în liga-III-a : 1998/99 - loc 4 ; 1999/2000 - loc 7 ; 2000/2001 - loc 16 retrogradare în campionatul județean. Sezonul 2003/04 , Gloria Reșița câștigă liga-IV-a Caraș Severin și promovează în liga-III-a unde sezonul 2004/05 ocupă locul 13 echivalent cu retrogradarea la județ. Sezonul 2006/07 , Gloria Reșița este campioana județului Caraș-Severin dar ratează promovarea în liga-III-a după ce pierde cu 0-1 barajul jucat împotriva echipei CFR Craiova. Sezonul 2010/11 , Gloria Reșița câștigă liga-IV-a din județul Caraș Severin și promovează în liga-III-a după ce învinge la baraj cu 1-0 echipa , Dunărea Pristol. În liga-III-a sezonul 2011/12 , Gloria Reșița ocupă locul 16 și retrogradează din nou în campionatul județean. *** Gloria Reșița în colaborare cu alte echipe reșițene a participat în liga-III-a sub numele de AFCM Reșița două sezoane : 2012/13 - loc 4 și 2013/14 - loc 10 după sezonul regular și loc 8 la finalul sezonului după disputarea play/out). Colaborarea se dovedește a fi un eșec astfel că în toamna anului 2014 se renunță la echipa de seniori. 

## Performanțe
Divizia B
- 1982-1983 locul 10
- 1983-1984 locul 13
- 1984-1985 locul 17 - retrogradează în Divizia C
- 1987-1988 locul 13
- 1988-1989 locul 12
- 1989-1990 locul 9
- 1990-1991 locul 6
- 1991-1992 locul 8
- 1992-1993 locul 4
- 1993-1994 locul 8
- 1994-1995 locul 10
- 1995-1996 locul 16
- 1996-1997 locul 10
- 1997-1998 locul 18 - retrogradează în Divizia C

Divizia C
- 1975-1976 locul 4
- 1976-1977 locul 10
- 1977-1978 locul 8
- 1978-1979 locul 5
- 1979-1980 locul 4
- 1980-1981 locul 8
- 1981-1982 locul 1 - promovează în Divizia B
- 1985-1986 locul 2
- 1986-1987 locul 1 - promovează în Divizia B
- 1998-1999 locul 4
- 1999-2000 locul 7
- 2000-2001 locul 16 - retrogradează în Divizia D
- 2004-2005 locul 16 - retrogradează în Divizia D
- 2011-2012 locul 16 - retrogradează în Liga  IV
- 2013-2014 locul 10 -sub titulatura AFCM Reșița

Cupa României
- Sezonul 1992-1993: Sferturi de finală

## Foști Jucători
- Alexandru Marcă
- Lucian Manole
- Florescu Marcu
- Arpad Lazcko
- Florin Ianu
- Victor Roșca
- Cătălin Toader
- Gheorghe Zsizsik
- Marius Bălean
- Florin Dincă
- Octavian Rus
- Romeo Rus
- Laurențiu Furdui
- Tiberiu Kapornyai
- Lavinius Copocean
- Adrian Ciocan
- Gaia Beloia
- Ovidiu Panaitescu
- Mihail Tuluc